# Oued Rhiou
Oued Rhiou (în arabă وادي رهيو) este o comună din provincia Relizane, Algeria.
Populația comunei este de 64.685 locuitori (2008).